# Juventus Stadium
Juventus Stadium je nogometni stadion kojeg koristi talijanski prvoligaš Juventus. Izgrađen je na mjestu starog Delle Alpija u Torinu. Otvoren je na početku sezone 2011./12 Serie A te je prva službena utakmica odigrana 11. rujna 2011. protiv Parme. Prvi povijesni pogodak na novom stadionu postigao je Stephan Lichtsteiner u 17. minuti utakmice.
Juventus Stadium ima kapacitet od 41.000 gledatelja

## Razvoj
Prvotni Juventusov Stadio Delle Alpi je dovršen 1990. te je iste godine bio domaćin utakmicama Svjetskog nogometnog prvenstva kojem je Italija bila domaćin. Inače je klupski prelazak s prijašnjeg Stadio Comunale na Delle Alpi bio dosta kontroverzan. To je bilo zato što je tadašnji novi stadion izgrađen uz velike troškove, relativno je bio manje dostupan te je imao loš pogled zbog atletske staze. Iako je klub imao najveći broj navijača u domovini, posjećenost Delle Alpija je bila veoma mala. Od ukupnog kapaciteta 67.000 gledatelja, stadion je posjećivala samo trećina te brojke. Juventus je kupio Delle Alpi 2003. godine od gradskog vijeća.
2006. počeli su planovi o izgradnji boljeg stadiona a klub se privremeno preselio na Stadio Olimpico kojeg je dijelio s gradskim rivalom Torinom. Razlog tome bilo je renoviranje Delle Alpija s kojeg je uklonjena atletska staza.
U studenom 2008. Juventus je predstavio planove o izgradnji novog stadiona na mjestu postojećeg Delle Alpija. Predviđeni troškovi izgradnje stajali bi 100 milijuna eura. Nakon izgradnje, Juventus bi postao prvi talijanski nogometni klub koji je izgradio te posjeduje vlastiti stadion. Predsjednik kluba, Giovanni Cobolli Gigli je novi stadion opisao kao "mjesto velikog ponosa".
Svečana ceremonija otvaranja Juventus Stadiuma je održana 8. rujna 2011. te je domaćin odigrao prijateljsku utakmicu s engleskim Notts Countyjem. Utakmica je završila rezultatom 1:1 a pogotke su u prvom poluvremenu postigli Luca Toni i Lee Hughes. Nakon toga je Notts County pozvao Juventus na uzvratnu utakmicu 2012. godine kada klub slavio 150. obljetnicu.

## Izgradnja
Cijeli projekt je dodijeljen domaćoj korporaciji Al Group iz Torina. Arhitekti Juventus Stadiuma su Hernando Suarez i Gino Zavanella a njegovi strukturni inženjeri Francesco Ossola te Massimo Majowiecki.
Investicija je službeno vrijedna oko 105 milijuna eura ali se pretpostavlja da je uloženo dodatnih 15 milijuna eura zbog dizajnerskih poboljšanja.
U izgradnji stadiona su korištene napredne tehnologije kojima se nastojalo očuvati okoliš i ekološke resurse. Stadion može sam proizvesti potrebnu električnu energiju koristeći solarnu energiju iz fotonaponskih panela.
Juventus Stadium ispunjava uvjete koje diktira protokol iz Kyota, i to:
- smanjenje stakleničkih plinova,
- nema rizika od požara,
- nema onečišćenja zraka,
- integracija s daljinskim grijanjem,
- zadržavanje otpada
- intenzivna eksploatacija solarne energije kroz solarne uređaje,
- nema proizvodnje kemijskih ili akustičnih emisija,
- korištenje kišnice,
- smanjenje potrebe za navodnjavanjem terena (min. 50%).

Osim novih materijala, korišteni su i oni stari s Delle Alpija čime su troškovi smanjeni za 2,3 milijuna eura.

## Karakteristike
Juventus Stadium ima kapacitet od 41.000 gledatelja, uključujući 3.600 premium mjesta. Nalazi se svega 7,5 metara od terena što je mnogo bliže nego stari Delle Alpi. Stadion zauzima 34.000 kvadratnih metara, ima 4.000 parking mjesta te je otvoren svaki dan. U sklopu stadiona je izgrađen i muzej o povijesti Juventusa.
Novi stadion je u potpunosti namijenjen svrsi nogometa. Moderan način gradnje je prilagođen gledateljima na tribinama kojima će se pružati odličan doživljaj. U sklopu kompleksa je predviđen veliki komercijalni prostor.
Za ulaz na Juventus Stadium postoji 16 ulaznih vratiju dok se u slučaju požara i sličnih situacija cijeli prostor može isprazniti za četiri minute.
Specifični dizajn tribina u obliku polukruga te visoko kvalitetna osvjetljenost, udobnost i savršeni ugao, gledateljima može pružiti pravi nogometni doživljaj kako u dnevnim, tako i u noćnim utakmicama.

## Prava na korištenje imena
Juventus je s marketinškom tvrtkom Sportfive Italia sklopio ugovor vrijedan 75 milijuna eura za "ekskluzivno imenovanje te djelomično promotivna i sponzorska prava za novi stadion". Time je Sportfive dobio pravo da koristi ime stadiona u vlastite marketinške svrhe.

## Vanjske poveznice
- Službena web stranica stadiona
- New Juventus Stadium